# ギオルギ・メリキゼ
ギオルギ・メリキゼ（グルジア語: გიორგი მელიქიძე、Giorgi Melikidze、1996年6月24日 - ）は、トップ14スタッド・フランセ・パリに所属するラグビーユニオン選手。

## プロフィール
- ジョージア・アスビンヅァ出身。
- ポジションはプロップ(PR)、フッカー(HO)。
- 身長 179cm、体重 117kg
- ジョージア代表キャップは22（2021年1月現在）でラグビーワールドカップ2019のジョージア代表に選ばれた[1]。

## 略歴
RCルスタビクハレリを経て、2015年、スタッド・フランセに加入。 